# Paduniella pandya
Paduniella pandya är en nattsländeart som beskrevs av Schmid 1958. Paduniella pandya ingår i släktet Paduniella och familjen tunnelnattsländor. Inga underarter finns listade i Catalogue of Life.